# Schloss Klingenstein
Schloss Klingenstein är ett slott i Österrike.   Det ligger i distriktet Graz-Umgebung och förbundslandet Steiermark, i den östra delen av landet, 150 km söder om huvudstaden Wien. Schloss Klingenstein ligger 406 meter över havet.
Terrängen runt Schloss Klingenstein är lite kuperad. Runt Schloss Klingenstein är det ganska tätbefolkat, med 90 invånare per kvadratkilometer.. Närmaste större samhälle är Graz, 9,4 km nordväst om Schloss Klingenstein. 
I omgivningarna runt Schloss Klingenstein växer i huvudsak blandskog.